# Jaguar XJ
Jaguar XJ – samochód osobowy klasy samochodów luksusowych produkowany przez brytyjską markę Jaguar w latach 1968 – 2019.

## Pierwsza generacja

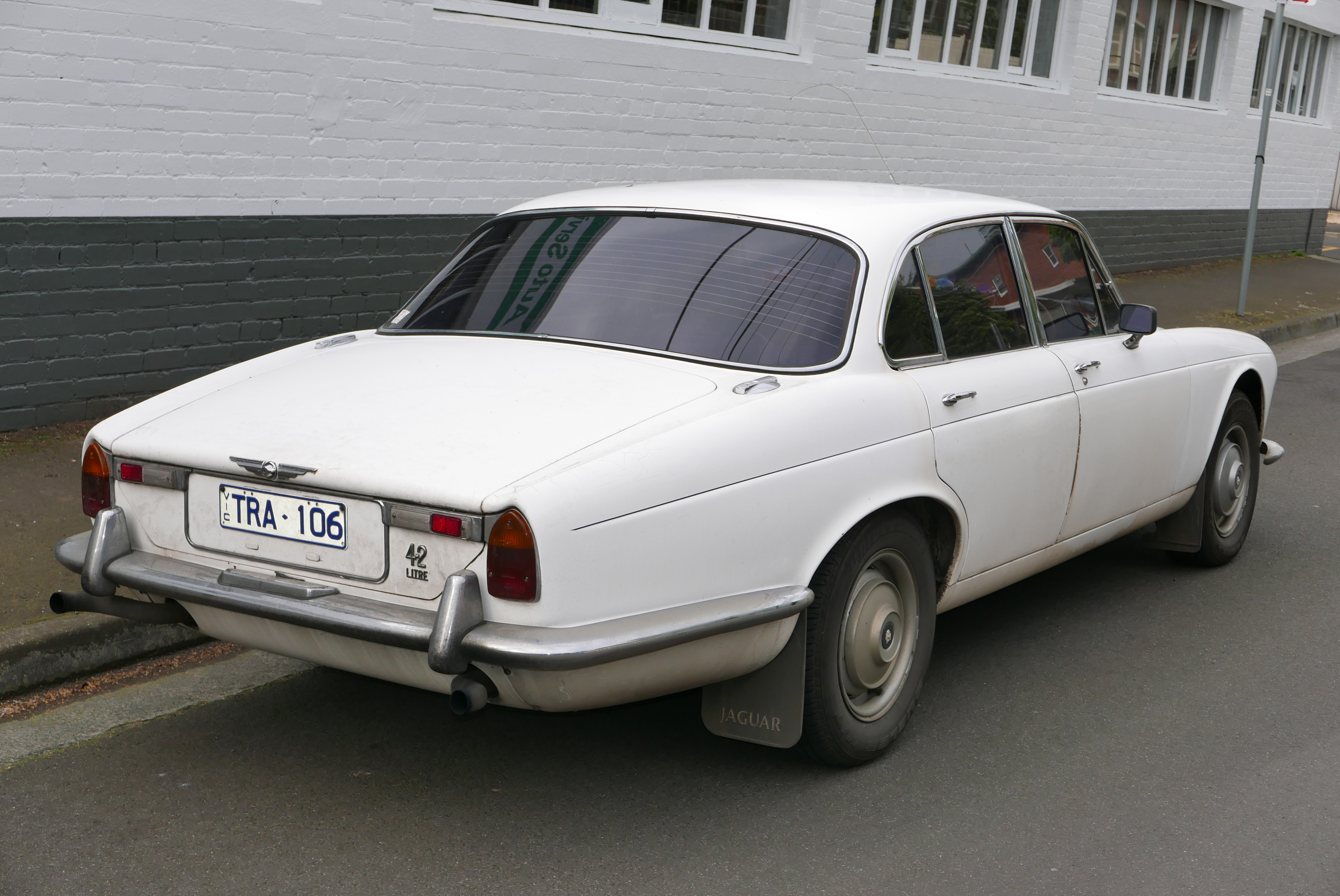
Jaguar XJ I - tył

Jaguar XJ I został zaprezentowany po raz pierwszy w 1968 roku.
Według Sir Williama Lyonsa, miał być najlepszym dotychczasowym modelem tej firmy. Wyposażony był w rzędowe silniki sześciocylindrowe o pojemnościach 2792 cm³ i mocy 180 KM, oraz 4235 cm³ o mocy 245 KM. Obydwa silniki zasilane były przez dwa gaźniki. XJ12 pojawił się w 1972 roku. Napędzany przez silnik V12 o pojemności 5343 cm³ i mocy 309 KM. Łącznie powstało 82 126 sztuk XJ pierwszej serii, z czego 3235 sztuk XJ12.

## Druga generacja

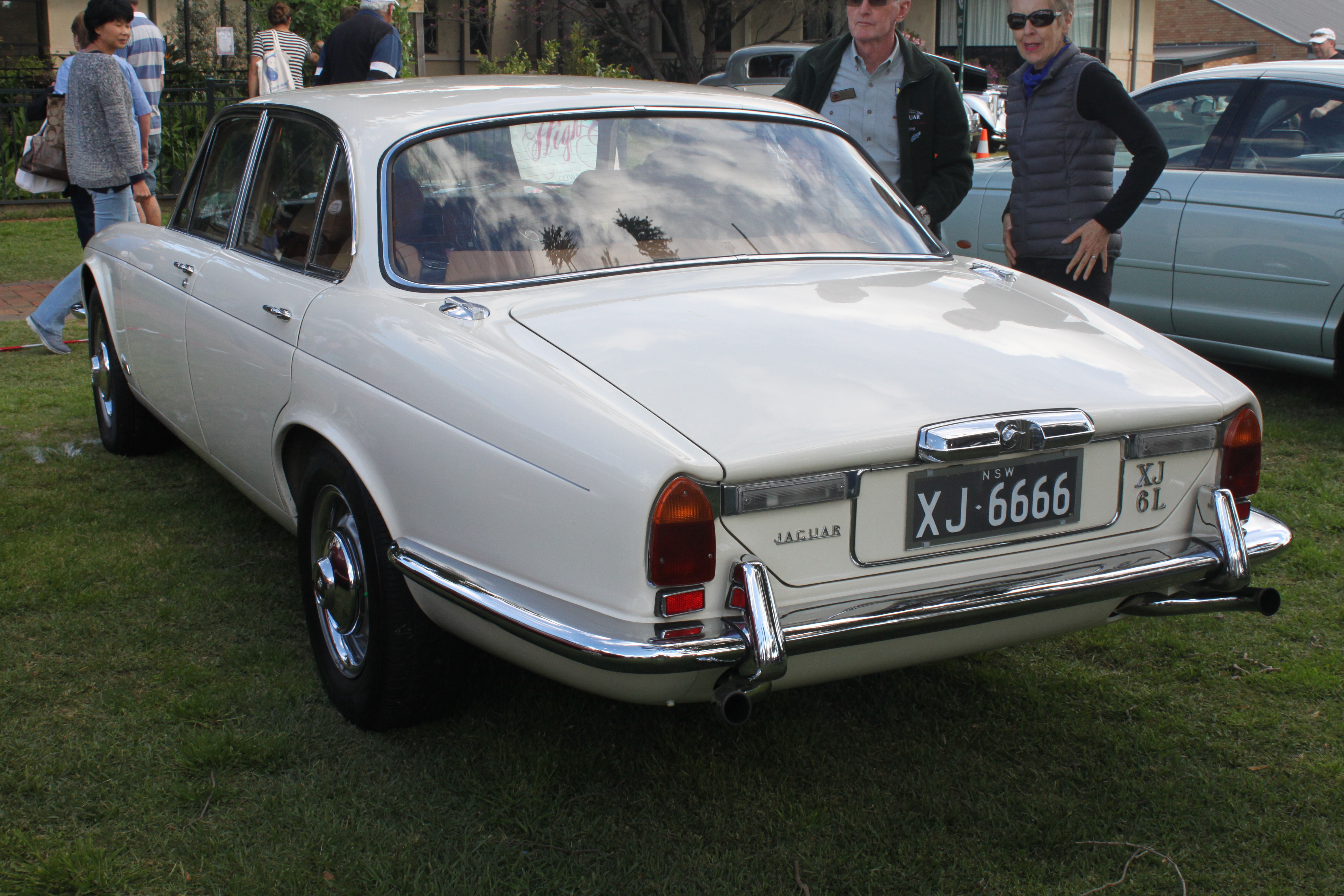
Jaguar XJ II - tył

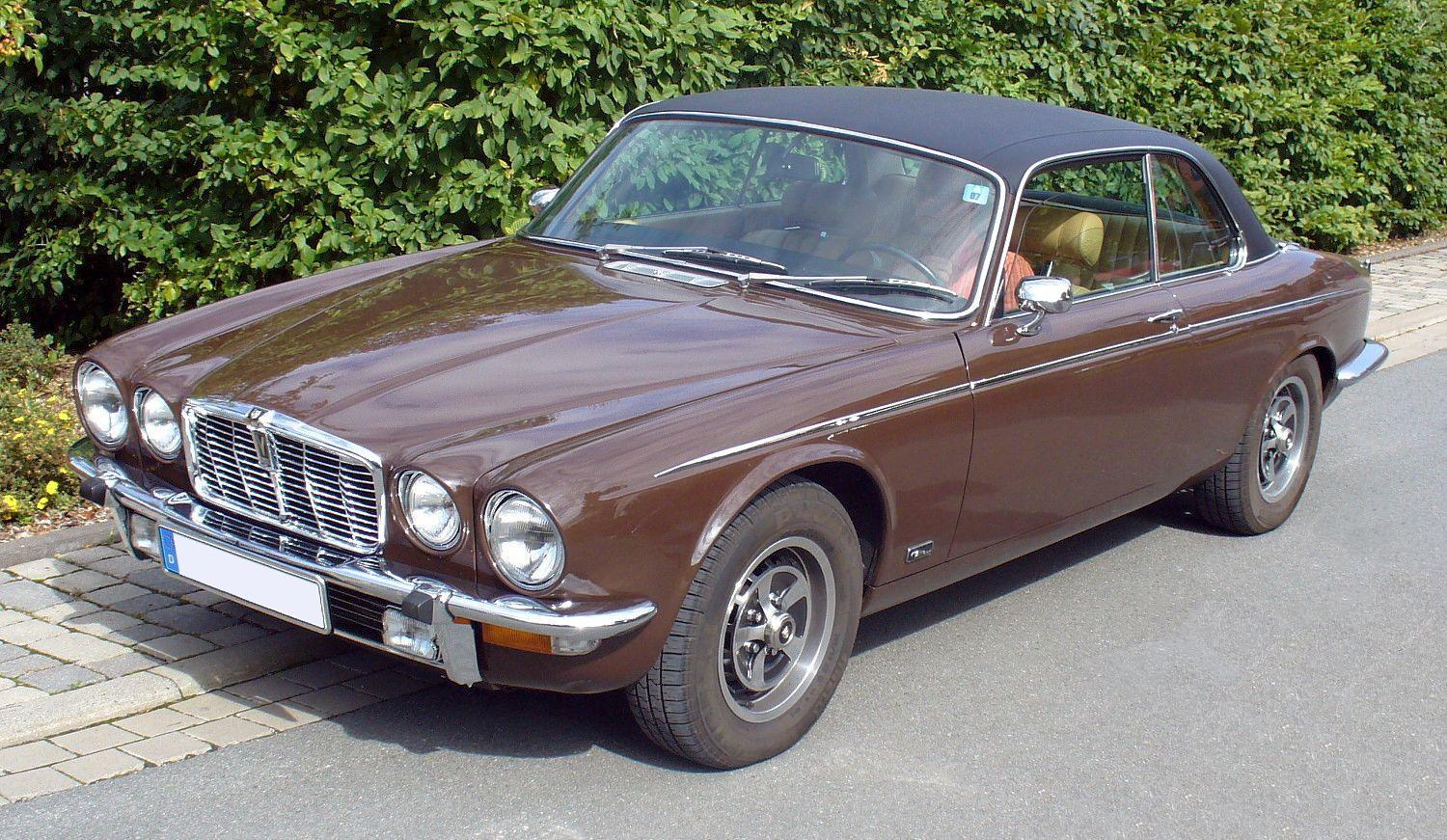
Jaguar XJ Coupe

Jaguar XJ II został zaprezentowany po raz pierwszy w 1973 roku.
Wraz z serią II, w 1973 roku, pojawił się dwudrzwiowy model XJ6C / XJ12C z nadwoziem typu hardtop coupé. Kolejną nowością była wersja L z powiększonym rozstawem osi. W 1975 roku silnik 2.8 został zastąpiony większym, o pojemności 3.4 l. W 1977 roku zaprzestano produkcji wersji Coupe. XJ serii II słynął z niskiej jakości wykonania, psując reputację, którą później żmudnie odbudowywano. Powstało 91.227 sztuk aut serii II.

## Trzecia generacja

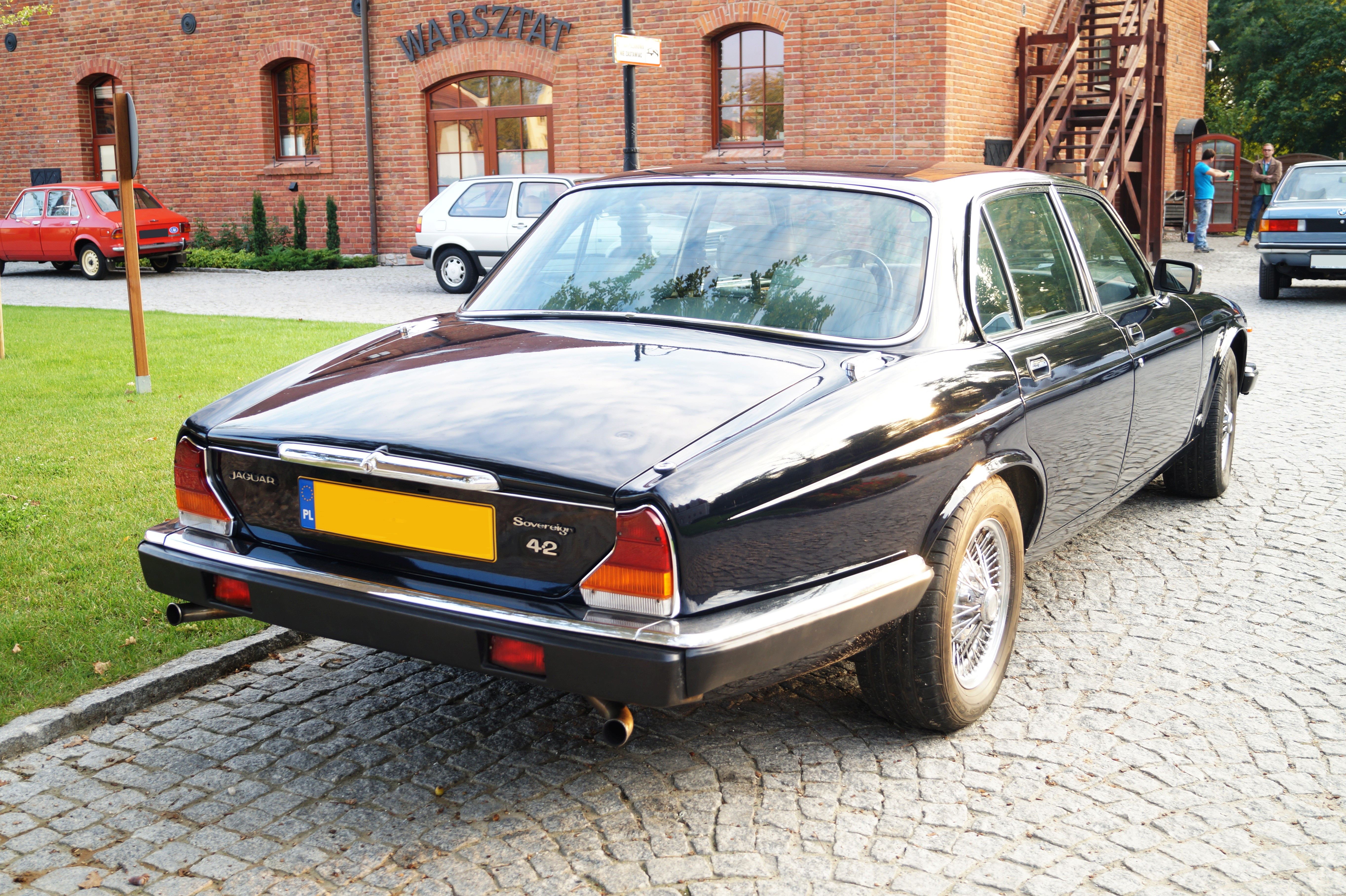
Jaguar XJ III - tył

Jaguar XJ III został zaprezentowany po raz pierwszy w 1979 roku.
Tym razem, projektem zmodernizowanego XJ zajął się Pininfarina. Jeśli chodzi o silniki, to gaźniki zastąpiono wtryskiem paliwa. W 1982 roku ofertę wzbogaciła wersja Vanden Plas, jako topowa wersja wyposażeniowa. W tym samym roku zaoferowano poprawiony silnik V12, o oznaczeniu 5.3 HE (ang.: High-Efficiency - wysokiej sprawności). Odznaczał się przede wszystkim znacznie poprawioną ekonomią spalania. Mimo że w 1987 roku pojawił się dawno oczekiwany następca, to model XJ12 III-serii produkowano do 1992 roku. Wyprodukowano 132.952 sztuki serii III, z czego 10.500 egzemplarzy z silnikiem dwunastocylindrowym.

## Czwarta generacja

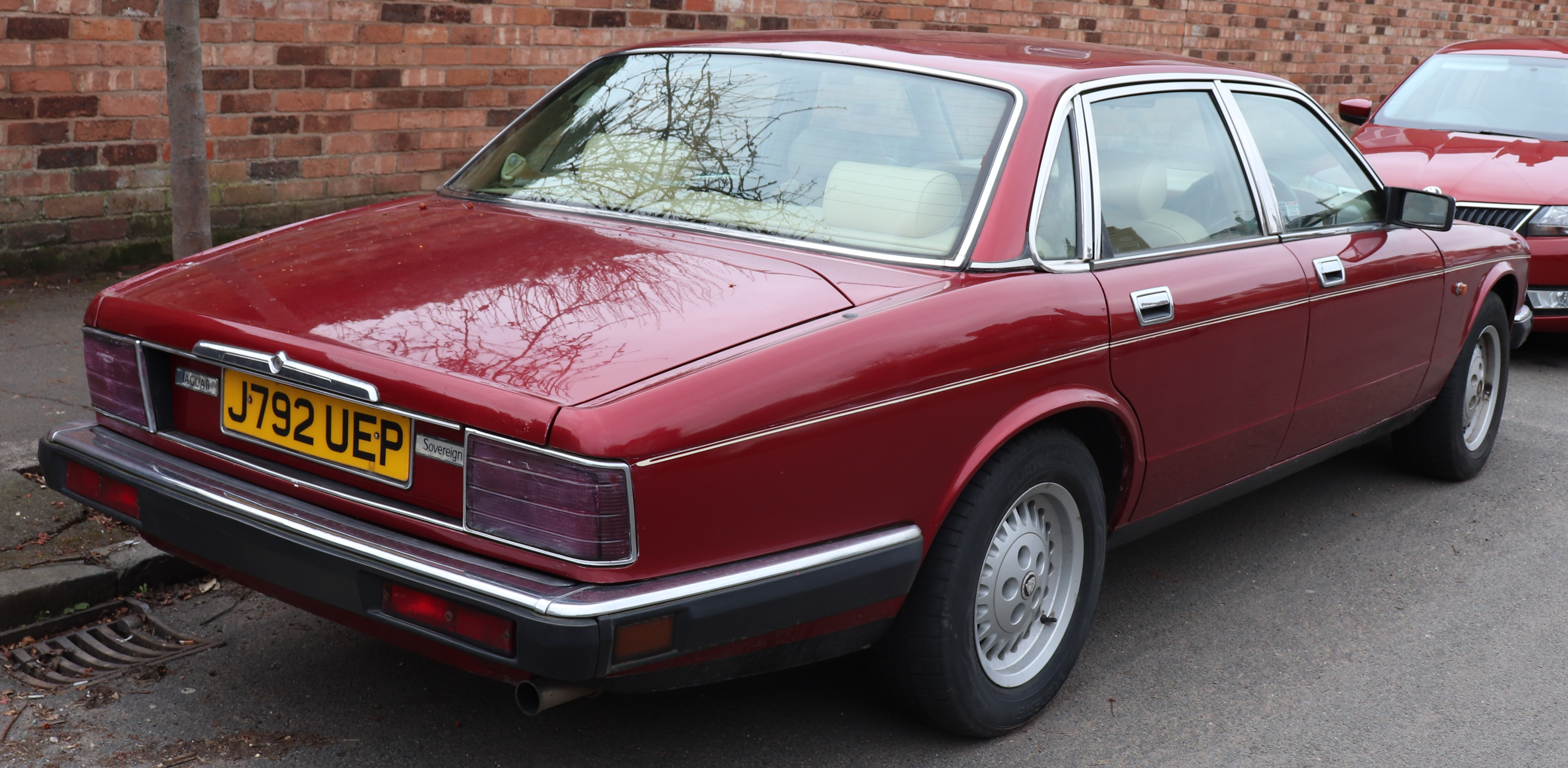
Jaguar XJ IV - tył

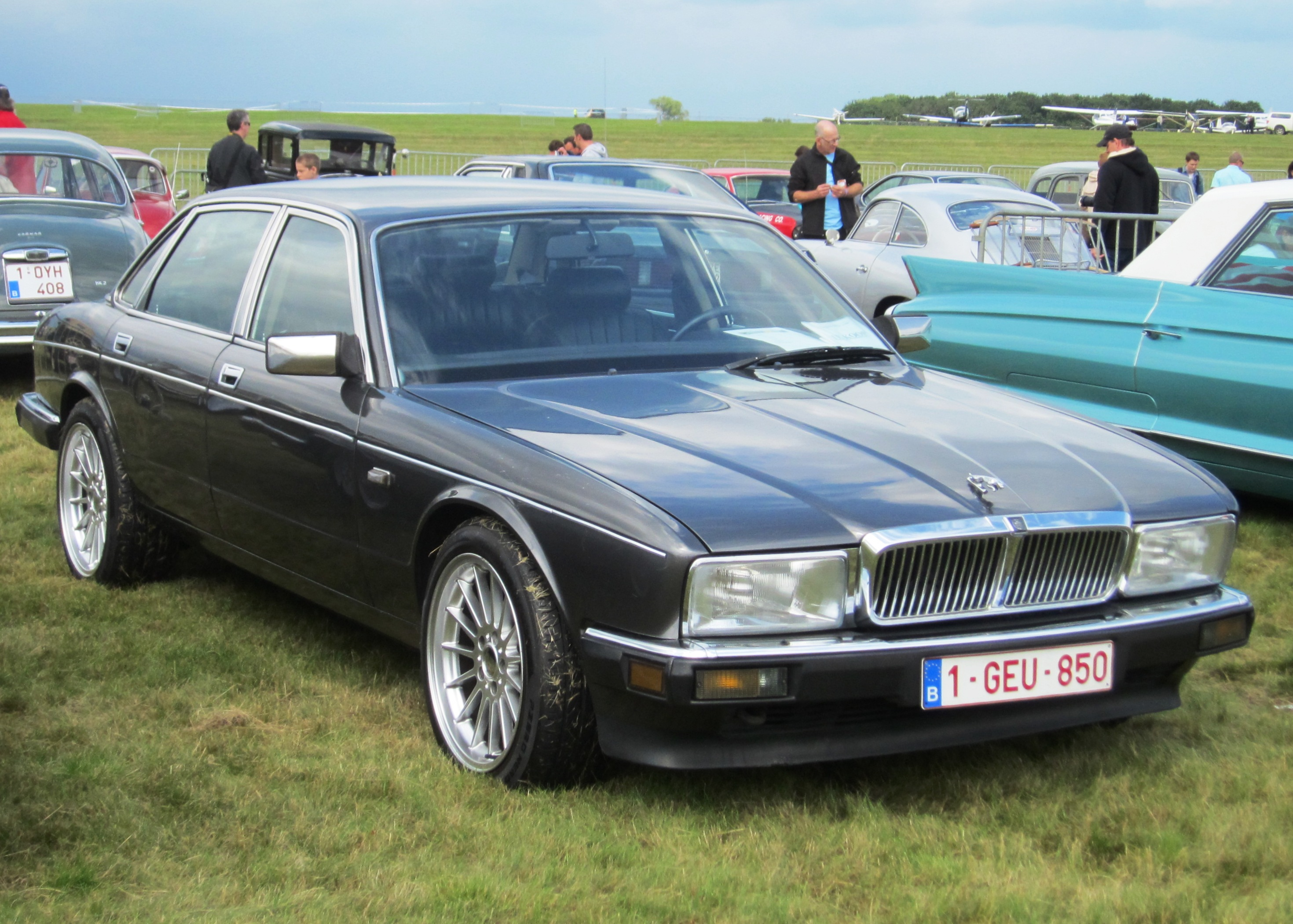
Jaguar XJ IV po liftingu

Jaguar XJ IV został zaprezentowany po raz pierwszy w 1986 roku.
Projekt XJ40 planowany był od dawna, jednak problemy finansowe wstrzymywały prace. Model krytykowano za prostokątne reflektory i zachowawczą stylistykę. Początkowo do napędu użyto silników rzędowych, sześciocylindrowych 2.9 i 3.6, o pojemnościach 2919 cm³ (gł. rynek brytyjski) i 3590 cm³. W 1990 roku silnik 3.6 zastąpiono jednostką o pojemności 4.0 (3980 cm³), niedługo po tym w 1991 roku gamę silników po raz kolejny odświeżono zamieniając silnik 2.9 na nieco większą pojemność 3.2 (3239 cm³). Drugi raz w historii modelu, wersję dwunastocylindrową zaprezentowano na rok przed planowaną modyfikacją. W 1992 roku pojawił się XJ12 z nowym silnikiem V12 6.0 l o pojemności 5993 cm³ i mocy 302 KM.

## Piąta generacja

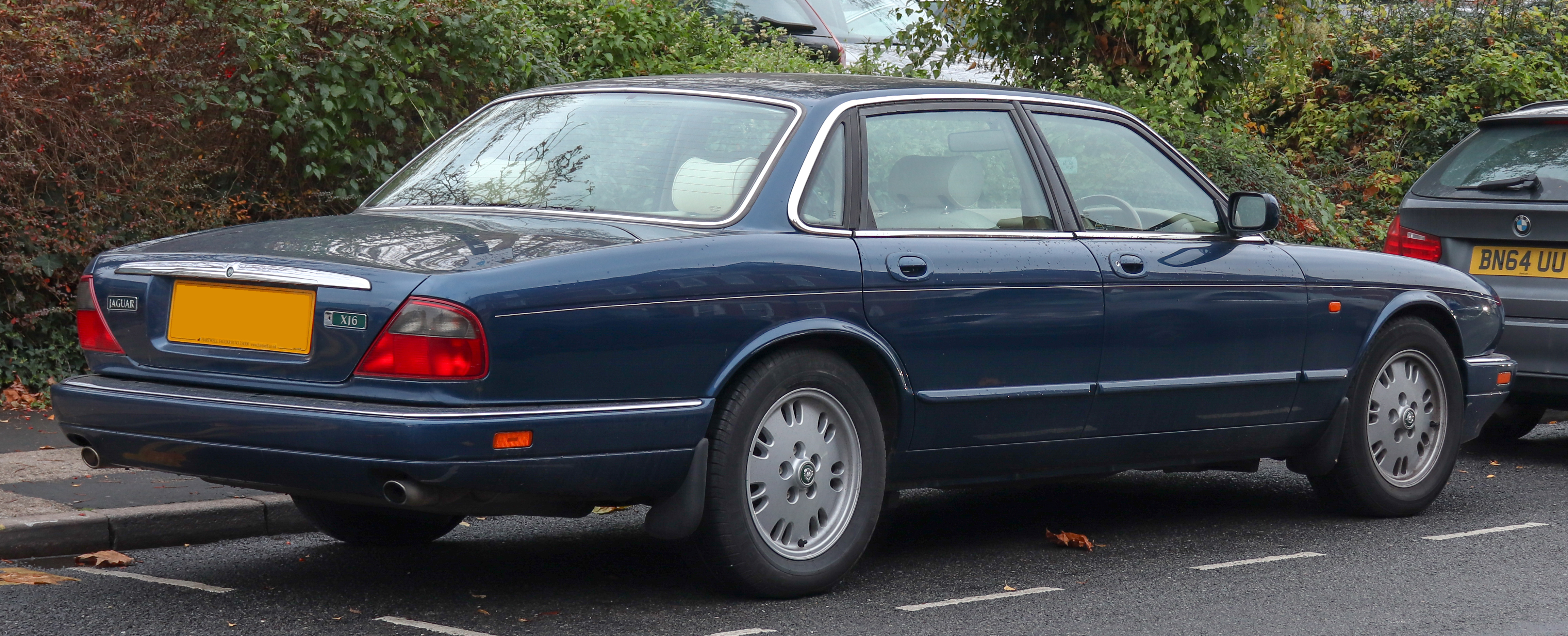
Jaguar XJ V - tył

Jaguar XJ V został zaprezentowany po raz pierwszy w 1994 roku.
Po przejęciu kontroli nad firmą przez koncern Ford Motor Company, nowy właściciel zdecydował się na upodobnienie modelu XJ40 do legendarnej serii III. Projektant Geoff Lawson przestylizował przednią i tylną część nadwozia, przywracając przednim reflektorom i tylnym lampom kształt kojarzony od dawna z Jaguarem. Model X300 przedstawiono w wersjach XJ6 typ AJ16 (z 6-cylindrowymi silnikami rzędowymi o pojemnościach 3.2 i 4.0) i XJ12 z 6.0 litrowym silnikiem V12, który znany był z poprzedniego modelu XJ40. XJ12 przedstawiono w 1994 roku, jako model na rok produkcyjny 1995. Do produkcji wszedł także model Sport z zaadaptowanym zawieszeniem z modelu XJR w wersji 3.2l jak i 4.0l. Do znanych już wcześniej modeli dołączyła także bardziej sportowa wersja XJR z doładowanym silnikiem sprężarką mechaniczną firmy Eaton M90. Kod silnika zyskał literę "S" od słowa sport (AJ16S). Silnik bazował na zwykłej wersji 4.0l, ale dzięki sprężarce moc podniosła się do 320 KM i 512 Nm.

## Szósta generacja

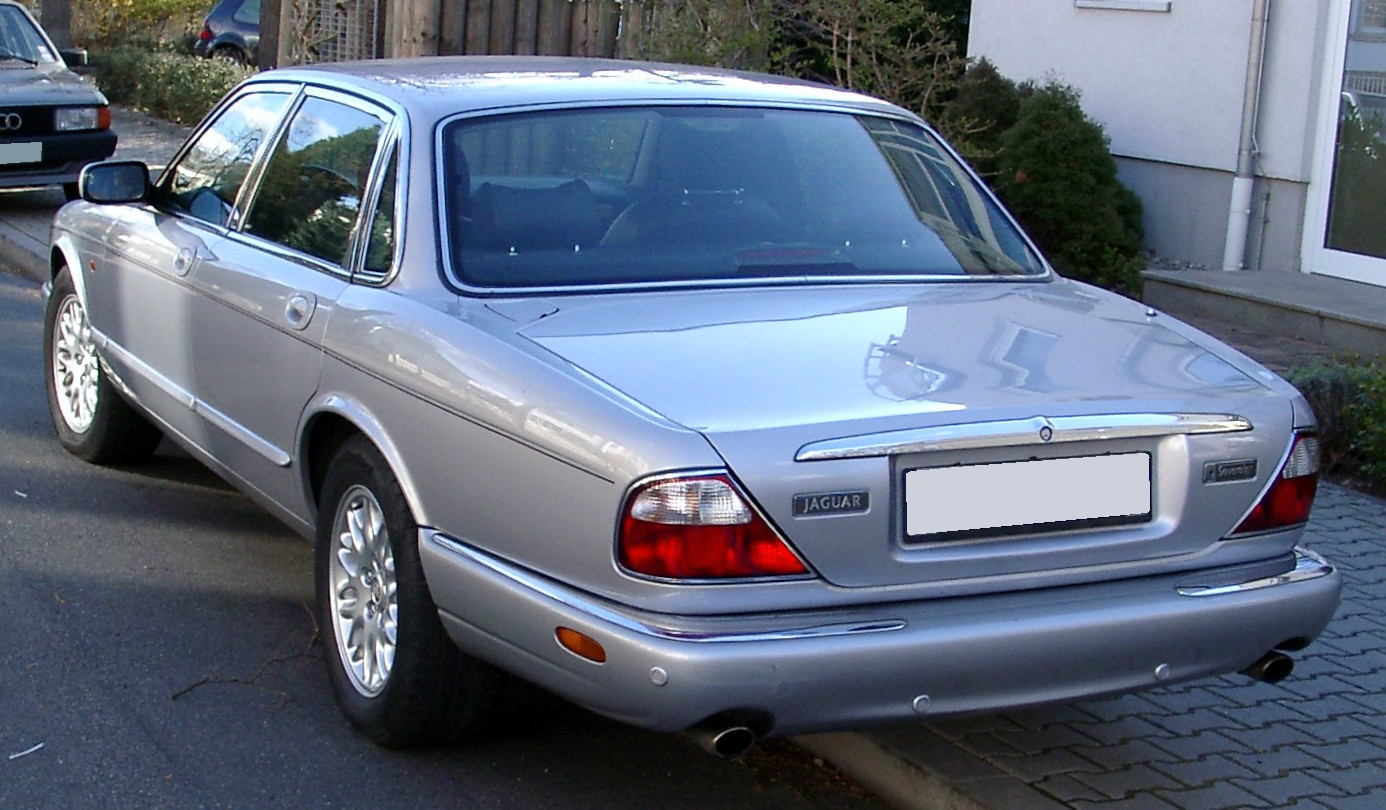
Jaguar XJ VI - tył

Jaguar XJ VI został zaprezentowany po raz pierwszy w 1997 roku.
Pod koniec 1997 roku przedstawiono model X308 na rok modelowy 1998. Główną zmianą było zastosowanie nowego silnika ośmiocylindrowego AJ-V8, który swój debiut miał w modelu XK8. Model o nazwie XJ8 występował w wersjach 3.2 i 4.0 o pojemnościach 3248 cm³ (237 KM) i 3996 cm³ (284 KM), XJR natomiast otrzymał doładowaną wersję silnika AJ-V8 4.0 o mocy 363 KM. Oprócz silników całkowicie zmieniono wygląd deski rozdzielczej.

## Siódma generacja

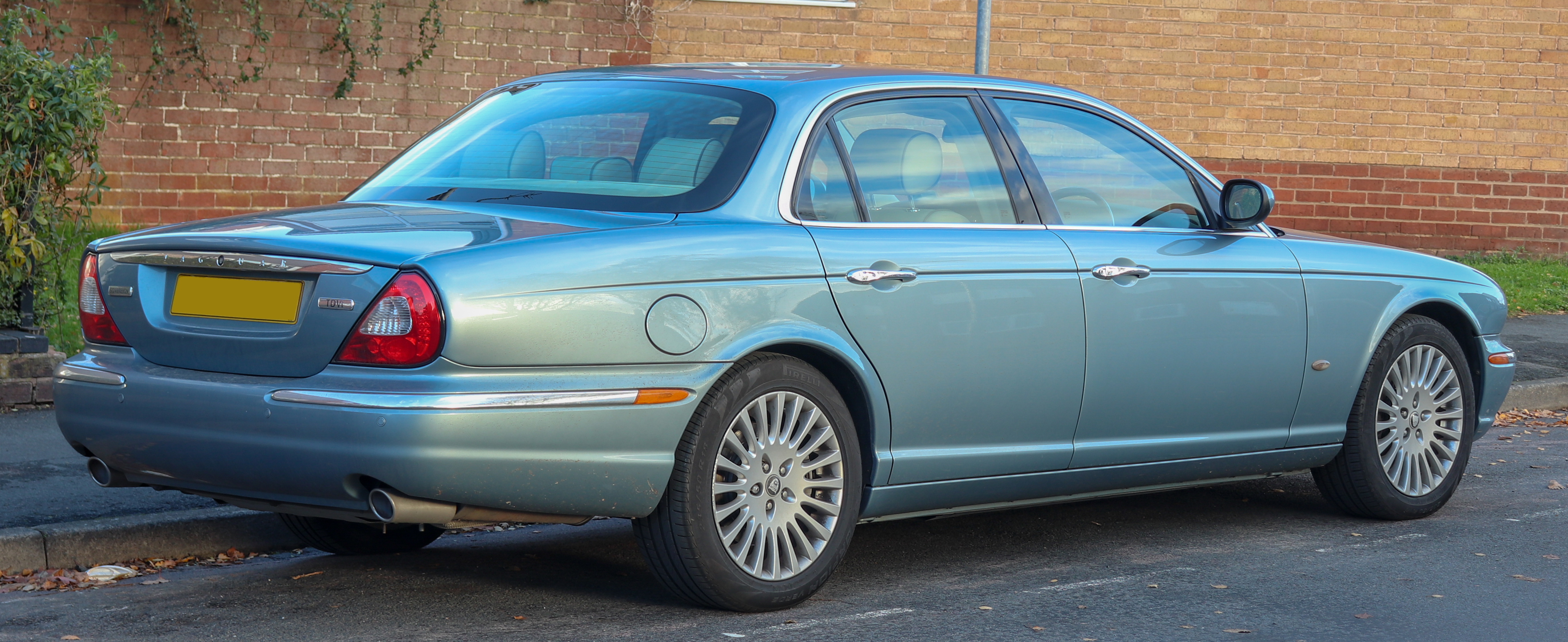
Jaguar XJ VII - tył

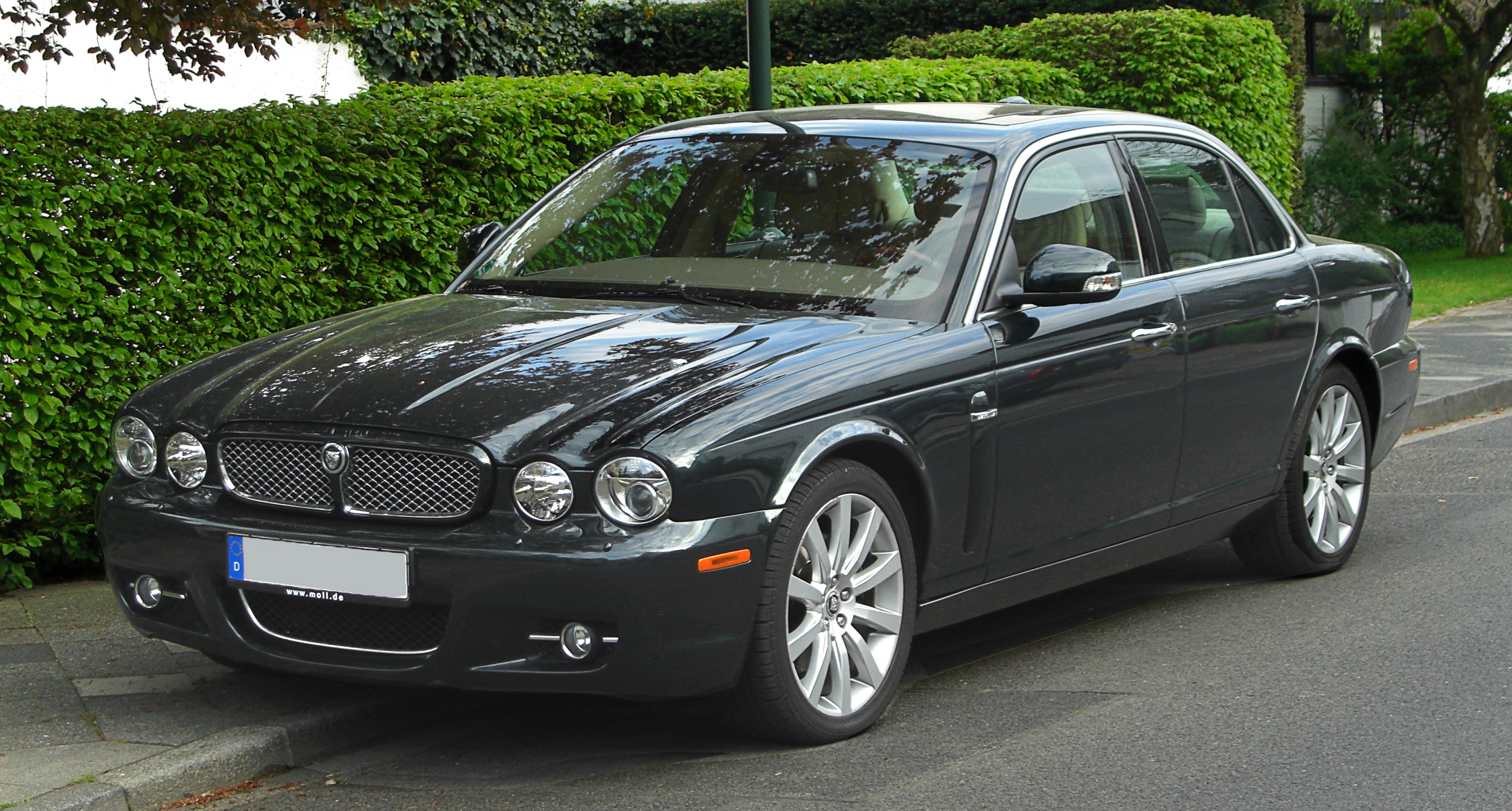
Jaguar XJ VII po liftingu

Jaguar XJ VII został zaprezentowany po raz pierwszy w 2002 roku.
Jego nadwozie wykonano ze stopów aluminium, dzięki czemu jest nie tylko lżejszy od poprzednika, ale i dużo sztywniejszy. Stylistyka, dzięki odniesieniom do serii III, nadal jest zachwycająca. Do napędu posłużyły silniki V8 3.5 i 4.2 o pojemnościach 3555 cm³ (258 KM) i 4196 cm³ (298 KM). Wersja XJR ma doładowany silnik 4.2 o mocy 395 KM. Można ją poznać po innej osłonie chłodnicy. Podstawową jednostką napędową jest jednak V6 3.0 konstrukcji Forda o pojemności 2967 cm³ (238 KM). Od 2004 roku dostępna jest wersja L, ze zwiększonym rozstawem osi o 125 mm.

## Ósma generacja

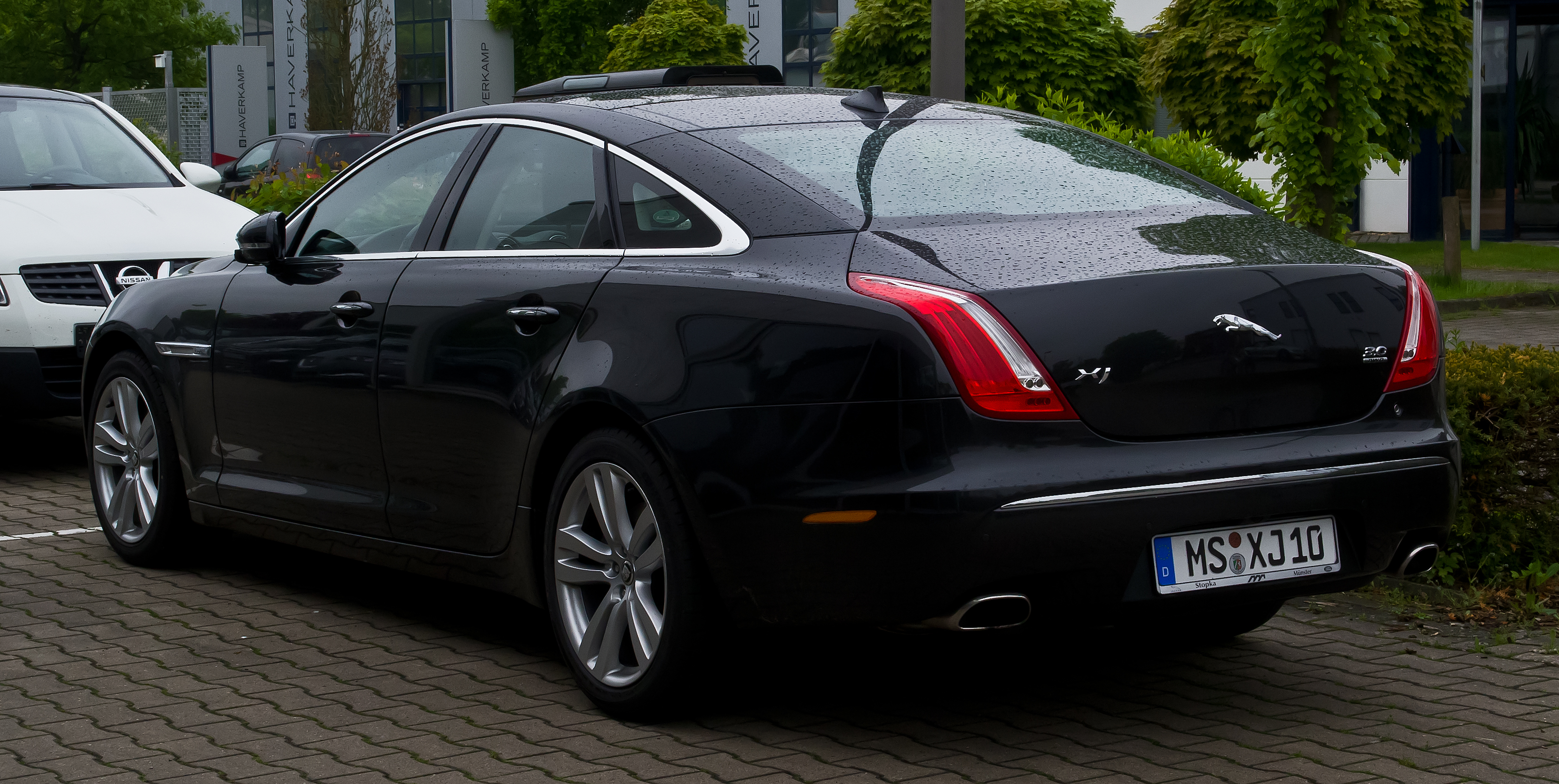
Jaguar XJ VIII - tył

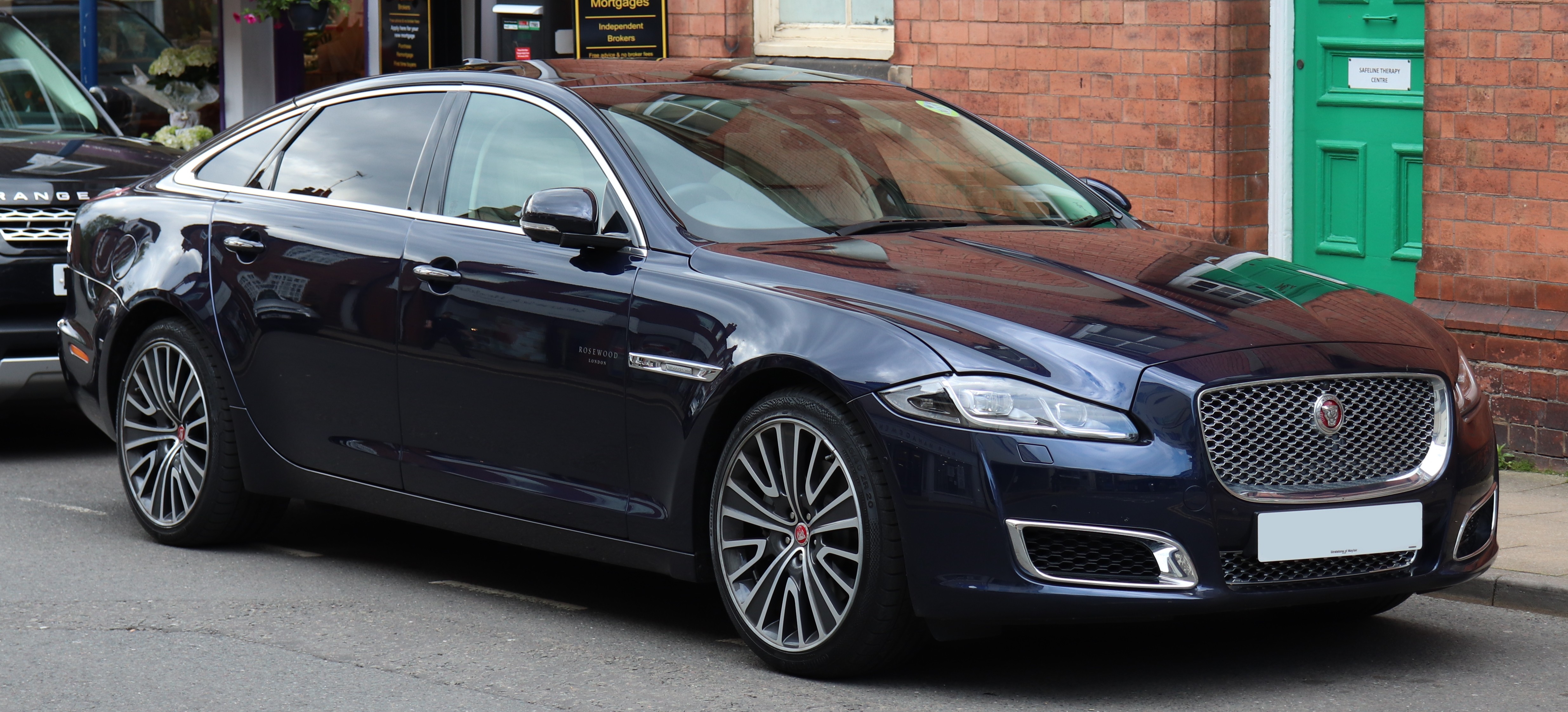
Jaguar XJ VIII po liftingu

Jaguar XJ VIII został zaprezentowany po raz pierwszy w 2009 roku.
Samochód zyskał kod fabryczny X351. X351 został zaprojektowany w zakładach Jaguar Land Rover w Coventry Whitley, przez zespół pod kierownictwem dyrektora ds. projektowych Iana Callum. Nowy model całkowicie zrywa ze stylem wcześniejszych XJ, chociaż mechanicznie samochód jest rozwinięciem poprzedniej wersji.
Na Międzynarodowym Salonie Samochodowym w Nowym Jorku zadebiutowała najmocniejsza wersja - XJR. Pod maską modelu znaleźć można 5,0-litrową jednostkę V8 o mocy aż 550 KM. Auto dostało typowe dla serii "R" dodatki stylistyczne, czyli liczne akcenty i elementy aerodynamiczne - zmieniony przedni zderzak, listwy progowe obniżające auto, duże wloty powietrza, ciemny grill á la plaster miodu oraz nowe felgi aluminiowe.
W 2013 roku przeprowadzono niewielki facelifting. Zmieniono listę wyposażenia dodatkowego, przedłużona wersja Jaguara XJ otrzymała m.in.: nowe fotele z funkcją masażu, więcej miejsca nad głową oraz rozkładane stoliki. Poprawiono również tylne zawieszenie, zastosowano nowy system miękkiego zamykania drzwi, system infomedialny z dwoma ekranami dotykowymi w wysokiej rozdzielczości, do oferty dodano również opcjonalny system audio Meridian. Zastosowano także 18-calowe felgi Manra.
Kolejny niewielki lifting przeprowadzono w połowie 2015 roku. Samochód otrzymał m.in. większą osłonę chłodnicy i wloty powietrza w zderzaku. Najważniejszą nowością było jednak dodanie kolejnej, topowej, wersji wyposażeniowej o nazwie Autobiography.

### Wersje wyposażeniowe
- Luxury
- Premium Luxury
- Portfolio
- Supersport
- XJR
- Sentinel - wersja opancerzona zaprezentowana podczas targów motoryzacyjnych w Moskwie w 2010 roku[3]
- XJL Neiman Marcus Edition - wersja specjalna w liczbie 50 egzemplarzy[4]
- Autobiography (od 2015 roku)[2].

Standardowe wyposażenie obejmuje m.in. 12,3 calowy ekran wirtualnych wskaźników, 8-calowy ekran dotykowy z systemem Dual-View, skórzaną tapicerkę, system nawigacji satelitarnej HDD, klimatyzację dwustrefową, 20-głośnikowy system audio Jaguar Premium Sound z dźwiękiem surround o mocy 1200 W firmy Bowers&Wilkins z CD/DVD oraz panoramiczny szklany dach z elektrycznymi roletami.